# Katrina Honeyman
Katrina Honeyman (* 18. Juni 1950 in London; † 23. Oktober 2011 in Leeds) war eine britische Wirtschaftshistorikerin, die sich auf die Rolle von Frauen und Kindern während der Industriellen Revolution spezialisierte.

## Leben und Karriere
Honeyman war das mittlere von fünf Kindern der Eheleute John und Eleanor Honeyman. Nachdem sie ihre ersten Lebensjahre in London verbracht hatte, zog die Familie nach Manchester. Sie studierte Wirtschaftsgeschichte und Soziologie an der University of York, ehe sie ein Promotionsstudium an der University of Nottingham antrat. In ihrer Doktorarbeit, die von Stanley Chapman betreut wurde, untersuchte sie die soziale Herkunft von frühen Großindustriellen aus drei verschiedenen Wirtschaftssektoren.
Nach befristeten Anstellungen an den Universitäten von Manchester und Aberdeen kam Honeyman 1979 an die wirtschaftswissenschaftliche Fakultät der University of Leeds. 1999 wechselte sie an die historische Fakultät und erhielt 2008 den Lehrstuhl für Wirtschafts- und Sozialgeschichte.
Ihre Studien bezogen sich vorrangig auf das Wirken von Frauen und Kindern während der Industriellen Revolution. Es gelang ihr aufzuzeigen, dass die Rolle der Frau im Arbeitsalltag des 19. Jahrhunderts keinesfalls so marginal war wie bisher angenommen, dass Frauen jedoch durch gesetzliche Restriktionen im Viktorianischen Zeitalter zunehmend eingeschränkt wurden. Eine weitere Untersuchung bezog sich auf die Textilproduktion in Leeds und die Frage, warum diese nach dem Zweiten Weltkrieg nicht mehr mit der europäischen Konkurrenz mithalten konnte. In diesem Zusammenhang arbeitete sie eng mit dem Unternehmen Marks & Spencer zusammen.
In ihren letzten Jahren widmete sie sich den Kinderarbeitern während der Industrialisierung. Laut Honeyman war deren Alltag nicht so trostlos wie allgemein angenommen. So konnten die betroffenen Kinder durch ihre Arbeitstätigkeit wertvolle Fähigkeiten entwickeln, die ihnen in ihrem späteren Leben nützlich wurden.
Abgesehen von ihrer Tätigkeit in Leeds war Honeyman auch in größerem Rahmen in ihrem Forschungsgebiet aktiv. Sie saß zweimal im Rat der Economic History Society, war ein Jahr lang Präsidentin der Association of Business Historians und war Herausgeberin der Zeitschrift Textile History. Für ihre Beiträge zu ihrer Wissenschaftsdisziplin wurde sie 2005 in die Academy of Social Sciences aufgenommen.
Honeyman, die als großer Fan des FC Arsenal galt, erkrankte im Jahr 2010 an Speiseröhrenkrebs und erlag dieser Krankheit im darauffolgenden Jahr. Sie hinterließ ihren Lebensgefährten und zwei Kinder aus einer früheren Ehe.

## Schriften
- Origins of enterprise : business leadership in the industrial revolution. Manchester University Press, Manchester 1982, ISBN 0-71900-873-5.
- Technology and enterprise : Isaac Holden and the mechanisation of woolcombing in France, 1848-1914. mit Jordan Goodman, Scolar, Aldershot 1986, ISBN 0-85967-727-3.
- Gainful pursuits : the making of industrial Europe 1600-1914. mit Jordan Goodman, Edward Arnold, London 1988, ISBN 0-71316-545-6.
- Well suited : a history of the Leeds clothing industry, 1850-1990. Oxford University Press, Oxford 2000, ISBN 0-19920-237-0.
- Women, gender and industrialization in England, 1700-1870. Macmillan, Basingstoke 2000, ISBN 0-33369-077-X.
- Child workers in England, 1780-1820 : parish apprentices and the making of the early industrial labour force. Ashgate, Aldershot 2007, ISBN 0-75466-272-1.